# Patella mexicana
Patella mexicana är en snäckart som beskrevs av William John Broderip och Sowerby 1829. Patella mexicana ingår i släktet Patella och familjen skålsnäckor. Inga underarter finns listade i Catalogue of Life.